# 多比亚科
多比亚科（義大利語：Dobbiaco），是意大利北部波尔扎诺自治省的一个市镇，位于其省会波尔查诺的东北方约70公里处。总面积126.3平方公里，人口3249人，人口密度25.7人/平方公里（2009年）。ISTAT代码为021028。